# Chaînette

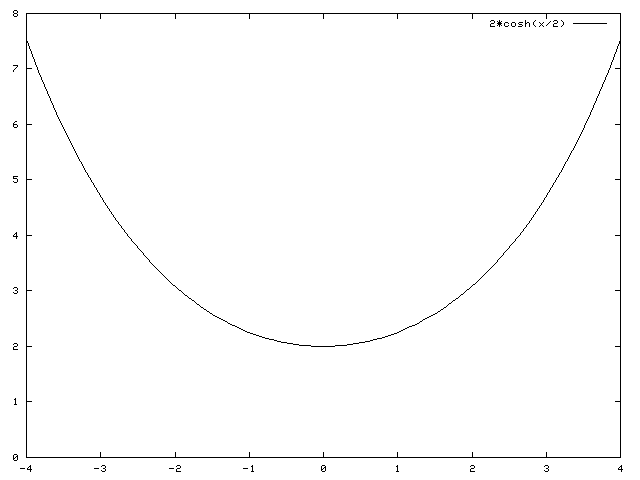
Courbe de la chaînette pour a = 2,.

En mathématiques, la chaînette est une courbe plane transcendante, qui correspond à la forme que prend un câble (ou une chaîne) lorsqu'il est suspendu par ses extrémités et soumis à une force gravitationnelle uniforme (son propre poids). On lui donne parfois le nom de vélaire.

## Étymologie et histoire

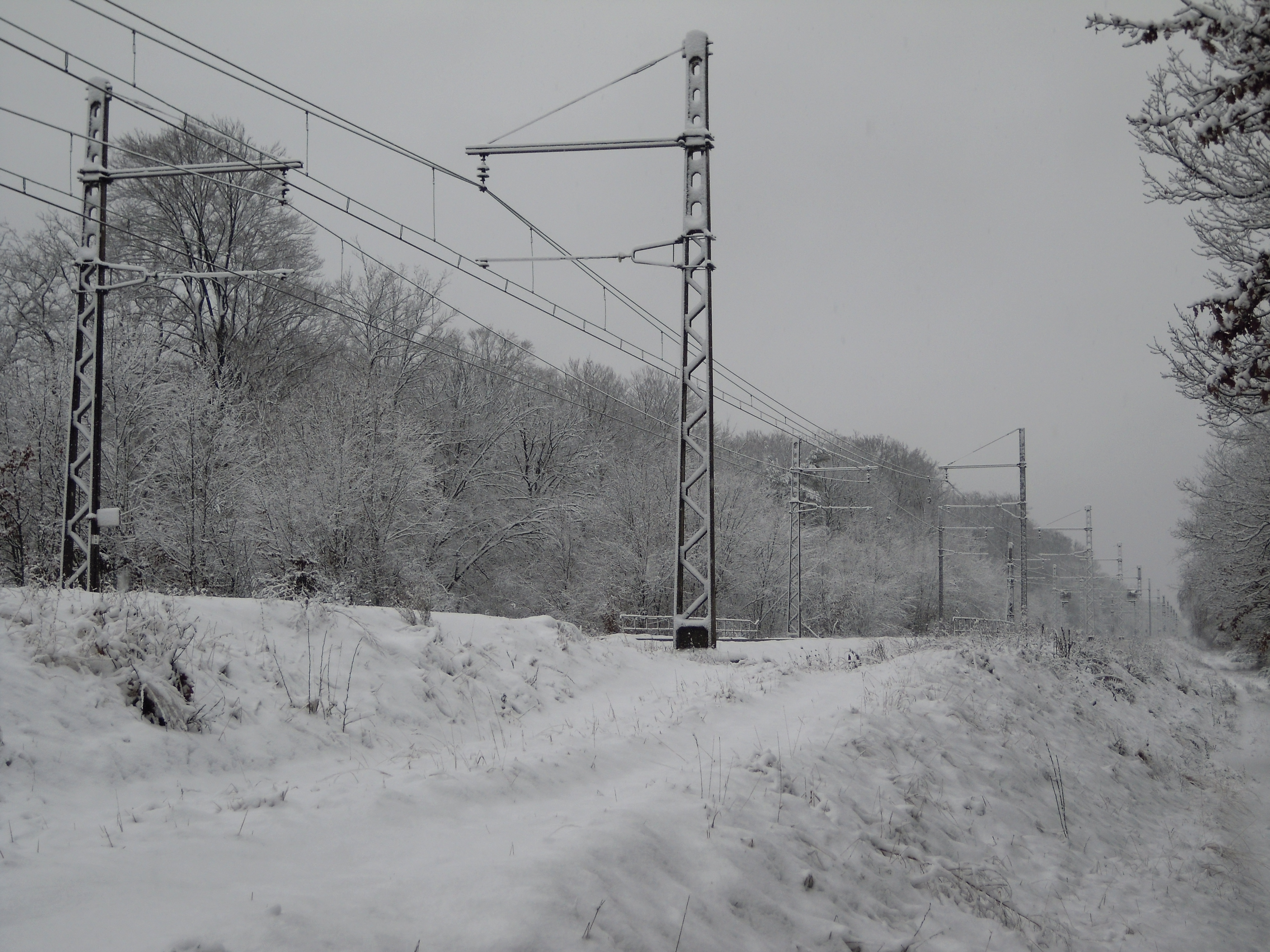
Caténaire, formée d'un câble porteur et d'un câble linéaire inférieur, reliés par des pendules : la chaînette virtuelle se situe entre les deux câbles.

Le problème de la forme prise par un fil pesant flexible a intéressé de nombreux mathématiciens.
En 1638 Galilée écrit : « On plante sur un mur à une certaine hauteur deux clous, également distants de l'horizon... ; à ces deux clous on suspend une fine chaînette... ; cette chaînette prend en se pliant une forme de parabole, si bien que si nous marquons sur le mur en pointillé son cheminement, nous obtiendrons le dessin d'une parabole entière  . »
La preuve du fait que la chaînette ne prend pas une forme de parabole fut apportée en 1627 par Joachim Jung dans sa Geometrica Empirica et en 1646 par Huygens.
En 1691, Leibniz, Jean Bernoulli et Huygens, sous l’impulsion d’un défi lancé par Jacques Bernoulli, démontrent quasi simultanément que la forme exacte est une courbe transcendante dont ils déterminent les équations.
Délaissant le vocable latin du problema funicularium (problème relatif à la corde), utilisé par les Bernoulli, Huygens utilise dans une lettre adressée à Leibniz le mot catenaria, la courbe relative à la chaîne (catena), puis passe au français chaînette, renouant ainsi avec le terme catenella utilisé par Galilée (alors que les mathématiciens anglophones conserveront la désignation de Huygens pour la nommer catenary, le même mot anglais étant traduit en français par caténaire avec la même origine latine, mot utilisé aussi en français pour certaines constructions autoportées en forme de chaînette).
Certains auteurs francophones lui donnent donc aussi le nom de caténaire, bien que la caténaire désigne plus usuellement en français l’association d’un câble autoporté associé dans le même plan vertical, dans la partie inférieure, à un second câble ayant vocation à être, dans le mesure du possible, quasiment linéaire, les deux câbles étant en général soumis à une force de traction longitudinale, et reliés verticalement entre eux par une série de raccordements pendulaires. Ce système de portage déforme le câble supérieur porteur, et lui donne en fait  une forme plus proche d'une parabole, la chaînette n'étant plus présente que virtuellement, passant entre les deux câbles sur lesquels sont articulés les pendules de longueur variable.
L'intérêt du montage porteur en caténaire est de permettre de donner une forme quasi rectiligne au câble inférieur. Cela permet par exemple d'améliorer le contact et d'équilibrer (et même réduire) globalement les forces de frottement dans les systèmes d'alimentation électrique ferroviaire (en évitant autant que possible les ruptures causées par des chocs répétés et des étincelles contre le câble d'alimentation), et permet aussi de limiter la longueur totale du câble inférieur, ce qui réduit sa résistance électrique totale (donc les pertes d'énergie en ligne au sein de ce câble) pour les caténaires de transport d'énergie à longue distance, sans avoir à augmenter de façon très importante la tension des câbles (ce qui les fragilise progressivement au cours du temps, par l'effet des élongations inélastiques imposées).
En effet, et c'est là une propriété remarquable, la forme de chaînette est celle qui permet de minimiser sa tension longitudinale : en augmentant la flèche de courbure (l’écartement maximum du câble par rapport à la ligne droite joignant les points d'attachement), donc aussi la longueur totale du câble entre les deux points fixes d’attachement, on réduit sensiblement cette tension longitudinale, et donc aussi les élongations inélastiques et les risques d'une rupture précoce du câble.
Cette propriété de la chaînette est utilisée dans les câbles porteurs d'un téléphérique (ou d'autres systèmes de portage similaires comme le télésiège) qui adoptent la forme d'une chaînette entre les points d'attachement aux pylônes fixes, ou entre le point de charge d’une nacelle et chacun des points d'attachement aux pylônes précédent et suivant ; la seule contrainte supplémentaire exercée sur le câble est alors la flexion exercée aux points d’intersection des arcs de chaînettes successifs (aux pylônes ou au-dessus d’une nacelle), une flexion dont on peut réduire l'effet inélastique indésirable en remplaçant ce point par un arc solide de soutien (par exemple le réa circulaire d’une poulie), d'une longueur suffisante pour distribuer et limiter la courbure de flexion exercée localement sur le câble. Ainsi il suffit d’un nombre très réduit de pylônes fixes pour porter le câble et franchir des distances très importantes entre deux pylônes, avec une seule chaînette entre eux, tout en conservant une tension de câble réduite qui en augmente la résistance et la charge utile de transport.
La chaînette des lignes à haute tension varie en fonction de la quantité d'énergie transportée et des conditions météorologiques. Le courant permanent admissible désigne le courant maximum pouvant être transporté à un moment donné sans que le câble ne se rapproche trop du sol (en raison de la dilatation thermique due à l'effet Joule).

## Définition mathématique

Chaînettes avec différentes valeurs de a.

L’équation cartésienne de la forme de la chaînette est :
{\displaystyle y(x)=a\cdot \cosh \left({x \over a}\right)={a \over 2}\cdot \left(\mathrm {e} ^{x \over a}+\mathrm {e} ^{-{x \over a}}\right)},
dans laquelle cosh désigne le cosinus hyperbolique.
Le paramètre a = TH/w est le rapport de la composante horizontale TH de la tension T au poids linéique w, poids par unité de longueur.
Cette équation dépend d’un seul paramètre a (une constante, qui a la dimension d’une longueur dans son interprétation physique). Une courbe d’équation avec un paramètre b différent de a :
{\displaystyle y(x)=b\cdot \cosh \left({x \over a}\right)}
n’est généralement pas une chaînette au sens strict. Cependant, la forme de la courbe ne varie pas à une constante additive près (déterminant sa hauteur de portée), et la courbe suivante sera considérée aussi comme une chaînette généralisée :
{\displaystyle y(x)=a\cdot \cosh \left({x \over a}\right)+c}
On peut également la voir sous la forme d’une équation paramétrique :
{\displaystyle \left\{{\begin{matrix}x(t)&=&a\cdot \ln \left(t\right)\\y(t)&=&{a \over 2}\left(t+{1 \over t}\right)+c\\t>0&&\end{matrix}}\right.}
Il peut être commode de prendre pour paramètre la tension qui croît avec l'altitude du point. Dans ces conditions, par rapport à des axes quelconques :
{\displaystyle |x-x_{0}|={\frac {T_{H}}{w}}\operatorname {arcosh} {\frac {T}{T_{H}}}\qquad \qquad \qquad y-y_{0}={\frac {T}{w}}\qquad \qquad \qquad y(x_{0})=y_{0}+{\frac {T_{H}}{w}}}

## Aspects mécaniques

### Hypothèses
La définition de la courbe comme celle d'un objet suppose que le câble, la corde ou la chaîne n'exerce aucune force élastique de flexion (ni de friction aux surfaces transversales de contacts des mailles de la chaînette) et donc que la seule force en jeu est la force de gravitation exercée de façon uniforme sur toute la longueur. Cette définition suppose aussi que la longueur totale du câble, ou de n'importe quelle section de celui-ci, reste invariante lorsque s'exercent des forces de traction longitudinales (donc que le câble ne subit aucune élongation élastique à cause de cette traction, le cas idéal n'étant alors pas celui de la cordelette, mais celui d'une très fine chaînette à maillons indéformables, chacun d'eux étant très court en comparaison de la longueur totale de la chaînette).
Si l'allongement de la ligne ne peut être négligé, la longueur au repos dl d'un petit élément devient sous tension, conformément à la loi de Hooke :
{\displaystyle ds=(1+T/EA)dl\,}
avec E le module de Young et A la section de la ligne.

Les projections horizontale et verticale du petit élément étant modifiées dans les mêmes proportions, pour obtenir les équations paramétriques correspondantes, il faut différentier les deux équations précédentes, multiplier les résultats par le facteur d'accroissement et intégrer de nouveau. Chacune des deux équations contient alors un second membre corrigé par un terme inversement proportionnel à la rigidité EA et la courbe résultante n'est plus une chaînette.
Pour que la force de gravitation soit uniforme, on admet que toutes les sections de même longueur du câble ou de la corde sont de même poids, quelle que soit cette longueur de section (rapporté au cas de la chaînette idéale, les maillons élémentaires sont tous de forme et de taille identiques, mais aussi de masses identiques donc faits d’un matériau solide dont la masse volumique est homogène). D'autre part on doit aussi admettre que les forces de gravitation exercées sur chacune de ces sections sont égales (et ne dépendent donc pas de la position des sections, ce qui n’est possible que si la distance entre leur centre de gravité et le centre de gravité de la Terre est pratiquement identique entre deux sections quelconques, et donc que la longueur totale du câble est négligeable par rapport à la distance entre le milieu du câble et le centre de la Terre, de sorte que le module et la direction du champ de gravité terrestre sont alors pratiquement constants sur toute la longueur du câble ou de la chaînette idéale).
Enfin, on suppose que quelle que soit la forme de la chaînette, celle-ci reste confinée sur toute sa longueur dans le plan formé par la position de ses extrémités et la direction constante du champ gravitationnel : toutes les forces d'action ou de réaction s'exercent alors dans ce plan sans qu'intervienne aucune force de torsion supplémentaire (ou que les forces d’action exercées hors de ce plan sur toute section de la chaînette sont partout et constamment équilibrées par la réaction des forces de torsion égales en module et opposées en direction aux forces d’action, de sorte que les éventuelles forces de torsion, élastiques ou non, n'entrent pas en jeu dans la forme obtenue de la chaînette dans ce plan : ce cas s'applique aux fils, cordes et câbles, formés de torons soumis en interne à de telles forces de torsion maintenues en équilibre par des contre-torsions).

### Calcul mécanique
La théorie de la chaînette décrit la courbe d'équilibre d'une ligne (chaîne ou câble) suspendue entre deux points, homogène, inextensible, sans rigidité en flexion, soumise à son seul poids. Cette dernière condition assure que toute la courbe est située dans un plan vertical, le système de coordonnées étant naturellement x horizontal, y vertical.

Élément de chaînette.

Pour établir les conditions d'équilibre on raisonne comme en résistance des matériaux en coupant par la pensée la ligne en un point arbitraire et en faisant apparaître les forces de liaison. En l'absence de rigidité en flexion il n'y a ni effort tranchant ni moment fléchissant mais un seul effort axial T nommé tension, α étant l'angle de celle-ci avec l'horizontale. Ainsi la composante horizontale s'écrit T cos α et la composante verticale T sin α.
L'absence de rigidité en flexion crée par contre des grandes déformations qui conduisent à étudier l'équilibre d'un petit élément de longueur ds. L'équation du bilan des forces donne suivant l'axe horizontal {\displaystyle \mathrm {\overrightarrow {x}} :T_{x}(x+\mathrm {d} x)-T_{x}(x)=0}.
Il subit donc une force horizontale constante puisque le rapport 
{\displaystyle {\frac {T_{x}(x+\mathrm {d} x)-T_{x}(x)}{\mathrm {d} x}}=0=T'_{x}(x)} n'est autre que la dérivée de la composante horizontale, et une force verticale égale à son poids w ds (où w est le poids par unité de longueur), ce qui conduit aux équations différentielles
L'intégration de la première équation donne T cos α = TH, la constante d'intégration TH étant la composante horizontale de la force : la composante horizontale de la force est une constante en tout point de la courbe. La seconde donne T sin α = w (s – s0).
Ici, la constante d'intégration, dont la valeur dépend de l'origine des abscisses curvilignes, correspond au point le plus bas de la courbe où l'abscisse curviligne et l'angle α changent tous deux de signe.
En élevant au carré et en sommant on obtient la loi de variation de la tension en fonction de l'abscisse curviligne :
En divisant les deux équations de base on obtient la pente de la courbe :
La dérivation par rapport à x conduit à
L'intégration donne {\displaystyle \operatorname {argsinh} p={\frac {w}{T_{H}}}(x-x_{0})}. En inversant il vient :
Une nouvelle intégration donne l'équation de la chaînette :

Trois chaînettes différentes, suspendues aux mêmes points, selon des composantes horizontales différentes.

De la pente on déduit également l'abscisse curviligne :
ainsi que la composante verticale de la tension :
D'où la tension elle-même :

La figure ci-contre montre bien que la chainette se tend avec l'augmentation de la tension horizontale  {\displaystyle T_{H}=a{w}}.
Si les deux points d'accroche sont à la même hauteur, on démontre que:   {\displaystyle a={\frac {0,25L^{2}-h^{2}}{2h}}\,}   où L est la longueur totale du câble et h la flèche de courbure du câble.
On démontre aussi que:  {\displaystyle L=2a\sinh {\frac {H}{2a}}\,}  et:  {\displaystyle H=2a\operatorname {argcosh} {\frac {h+a}{a}}\,}
où H est la distance entre les deux points d'accroche situés à la même hauteur ("H" dans la figure ci-dessus).

## Aspects pratiques
- La solution du problème est simple si l'on se donne les caractéristiques de la ligne (longueur et poids linéaire) et les deux composantes de la force appliquée à une extrémité pour calculer son extension (distances horizontale et verticale entre les supports). Les formules correspondantes définissent le module de base de tout calcul.
- Si l'élasticité de la ligne ne peut plus être négligée, elle est prise en compte en appliquant la loi de Hooke, ce qui entraîne simplement une complication du calcul de l'extension dans le module de base.
- Si les lignes sont constituées par une succession de segments de caractéristiques différentes, l'appel répété du module de base permet d'obtenir pour la ligne un résultat analogue à celui du segment en transmettant les forces d'un segment à un autre et en totalisant les extensions.
- S'il existe un fond sur lequel repose une partie de la ligne, la force verticale appliquée à une extrémité permet de déterminer la longueur suspendue non déformée à ajouter à la longueur posée sur le fond.
- Dans tous ces cas, il est donc possible d'obtenir pour la ligne un module qui transforme les caractéristiques de la ligne et la force à une extrémité en l'extension et la force à l'autre extrémité. Malheureusement, ces calculs relativement simples ne sont pas adaptés aux problèmes concrets dans lesquels on souhaite généralement calculer les forces aux deux extrémités en fonction des caractéristiques et de l'extension. Deux boucles de dichotomie, inconditionnellement convergentes, résolvent le problème[C'est-à-dire ?].

## Propriétés
- L'axe des ordonnées est axe de symétrie de la courbe. Pour l'axe des abscisses, on parle de base.
- La chaînette est un cas particulier d'alysoïde[4] et de courbe de Ribaucour[5].

## Applications

Chaînette / chaînette renversée.

L'application de la courbe de la chaînette à la construction d'arches est attribuée au physicien anglais Robert Hooke, dans le contexte de la reconstruction de la Cathédrale Saint-Paul de Londres, où il a fait allusion à une caténaire (« catenary curve »), mais il n'en réalisa qu'une « approximation ».
Autour de 1671, Robert Hooke a annoncé à la Royal Society qu'il avait résolu le problème de la forme optimale d'un arc. En 1676, il a publié la solution dans une annexe à son livre Une description des hélioscopes, et divers autres instruments. Il a écrit qu'il avait trouvé « une véritable forme mathématique et mécanique de toutes sortes d'arches pour le bâtiment »,, la solution étant cryptée dans une anagramme : « a,b,ccc,dd,eeeee,f,gg,iiiiiiii,ll,mmmm,nnnnn,oo,p,rr,sss,tttttt,uuuuuuuu,x ». Il n'a pas fourni de son vivant, la traduction latine de celle-ci, qui n'a été donnée que par son exécuteur testamentaire, en 1705, deux ans après sa mort : « Ut continuum pendet flexile, sic stabit contiguum rigidum inversum », ce qui signifie approximativement « De la même façon que pend un fil flexible, s'élève l'arche rigide, mais de manière inversée »,. Robert Hooke avait compris que les matériaux de construction ne peuvent supporter que des forces de compression et pas les efforts de traction, en contraste direct avec une simple corde suspendue qui peut résister à la traction mais qui peut se déformer par compression.
- La chaînette n'apparaît pas seulement dans la forme d'une chaîne ou d'un câble suspendu comme :
  - au gratte-ciel Marquette Plaza, à Minneapolis, Minnesota, construit en 1973, par l'architecte américano-letton, Gunnar Birkerts, qui a été le siège régional de la Réserve fédérale des États-Unis, de 1973 à 1997. La structure caténaire a permis de supporter le bâtiment, et à l'origine, de dégager au rez-de-chaussée une esplanade de 82 mètres de portée[10],[11], qui a été aménagée depuis.
  - au gratte-ciel Kingdom Centre, construit par Ellerbe Becket (en) et Omrania and Associates (en), à Riyad, Arabie saoudite, terminé en 2012[12].

La chaînette
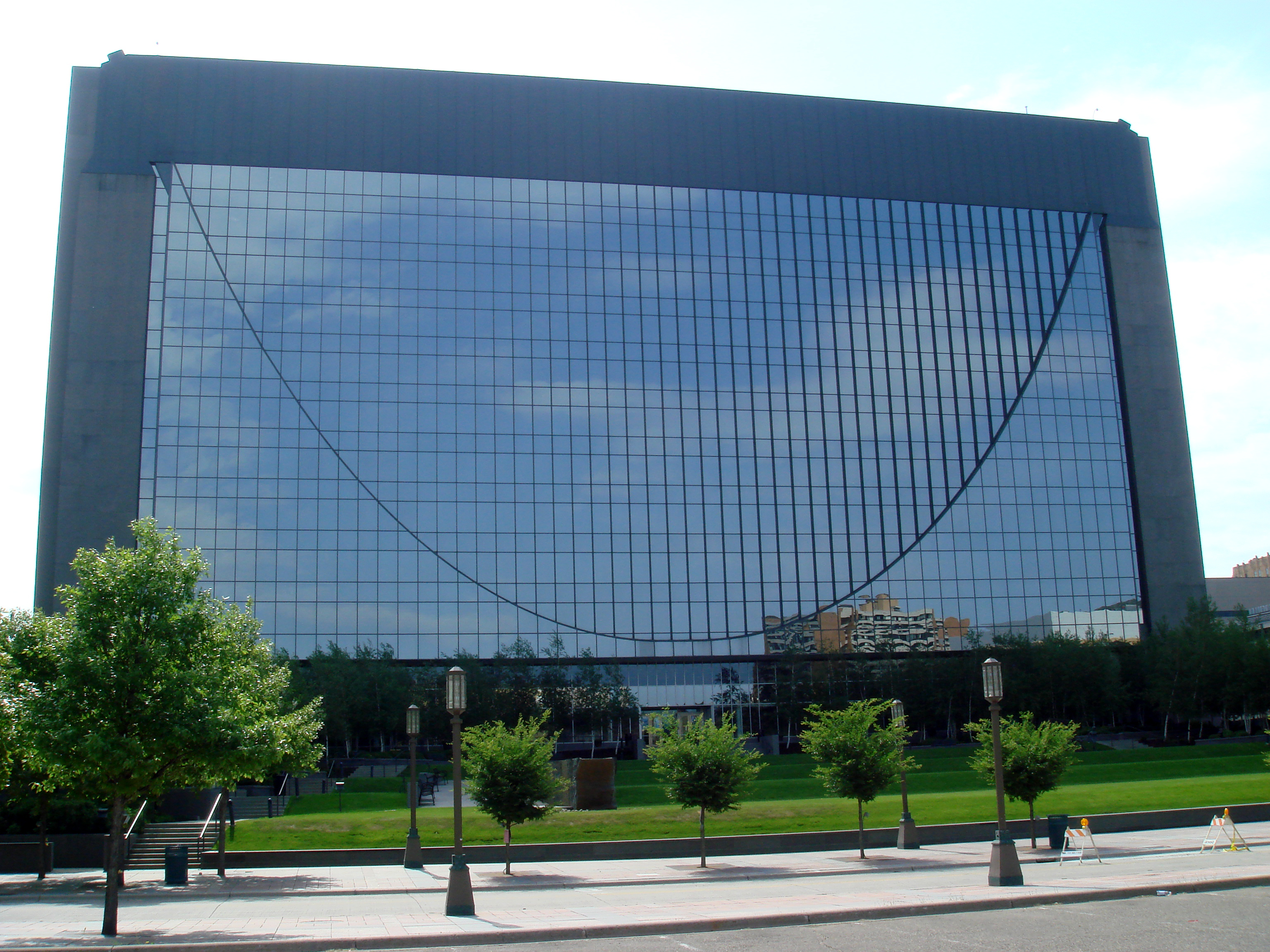
Marquette Plaza à Minneapolis.
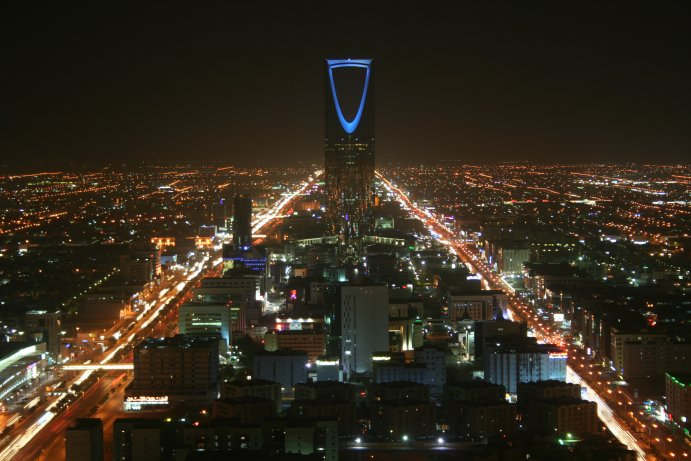
Vue sur Riyad et la tour du Kingdom Centre.

- On la trouve aussi sous deux formes :
  - la chaînette verticale, dans le profil d’une voile rectangulaire attachée à deux barres horizontales, enflée par un vent soufflant perpendiculairement à ces barres, en négligeant le poids propre de la voile par rapport à la force du vent. C'est cette propriété qui justifie le nom de « vélaire » (voile) donné par Jacques Bernoulli ;
  - la chaînette renversée, pour un arc dont la stabilité est assurée par son propre poids (structure autoportante). Relèvent de cette technique[13] :
    - la courbe tracée sur l'ostracon, (3e dynastie), trouvé à Saqqarah, en Égypte, en 1925, est très proche de la chaînette[14]. Elle a été analysée par l'égyptologue anglais Battiscombe George Gunn en 1926, dans un article publié dans le volume 26 des Annales du Service des Antiquités de l'Égypte, Institut de France, archéologie orientale,
    - la voûte nubienne,
    - l’arc de Ctésiphon du palais de Taq-e Kisra, près de Bagdad en Irak, construit en 540,
    - le dôme de la cathédrale Santa Maria del Fiore à Florence, d'un poids de 37 000 tonnes, dôme en briques construit par l'architecte italien Filippo Brunelleschi de 1420 à 1436 (dôme le plus grand du monde avec 45 mètres de diamètre),
    - la coupole intermédiaire du dôme du Panthéon de Paris, dôme d'un poids total de 17 000 tonnes, conçu par l'architecte Jacques-Germain Soufflot. Construction débutée en 1758, puis reprise par Soufflot en 1764, interrompue par sa mort en 1780, et terminée par ses successeurs Jean-Baptiste Rondelet et Maximilien Brébion, pour une inauguration en 1790,
    -  les essais architecturaux d'Antoni Gaudí, connus aussi sous le nom d’« arcs caténaires » (« arcos catenarios »), et particulièrement à Barcelone, à la Casa Milà, construite entre 1906 et 1910[15], ou dès 1882, à la Sagrada Família[16],
    - la Masia Freixa (es), à Terrassa, Espagne, ancienne fabrique construite en 1896, puis remaniée en résidence familiale, entre 1907 et 1914, par l'architecte moderniste catalan, Lluís Muncunill i Parellada (es). On y retrouve particulièrement l'influence d'Antoni Gaudí, dans l'utilisation des « arcs caténaires »,
    - le hangar à dirigeables d'Écausseville, construit entre 1917 et 1919, par l'ingénieur Henry Lossier, appliquant le Système Hennebique, procédé de construction en béton armé de l'ingénieur François Hennebique,
    - l'arche (Gateway Arch) du Jefferson National Expansion Memorial, construite par l'architecte finno-américain Eero Saarinen à Saint Louis, entre 1963 et 1965. Le mathématicien américain Robert Osserman qualifie l'arche de « chaînette aplatie » (« nosed catenary »)[17] ou de chaînette lestée (en) car l'architecte, n'étant pas satisfait de l'esthétisme de la courbure au sommet, a modifié les constantes de l'équation[18], pour atteindre cette forme au sommet, sur la suggestion de l'ingénieur structurel germano-américain, Hannskarl Bandel,
    - le Gateshead Millennium Bridge, pont mobile rotatif, piétonnier et cyclable, situé à Gateshead (Angleterre), au-dessus du fleuve Tyne construit entre 1998 et 2001.
    - le Sheffield Winter Gardens, la plus grande serre urbaine d'Europe, construite à Sheffield, par le cabinet d'ingéniérie Buro Happold, et inaugurée par la reine Élisabeth II, le 22 mai 2003 ;
    - l'Arche de Tchernobyl, une nouvelle enceinte de confinement de la radioactivité, recouvrant le premier sarcophage fissuré[19]. Le projet a été décidé en 1992, par l'Ukraine, et signé le 17 septembre 2007, avec le consortium français Novarka, le pilote du projet[20]. L'arche pesait 36 000 tonnes à l'été 2016, et a été inaugurée le 29 novembre 2016,
    - la Catène de Containers, en mai 2017, œuvre monumentale[21] de l'artiste plasticien Vincent Ganivet, pour fêter les 500 ans du port du Havre[22].

La chaînette renversée
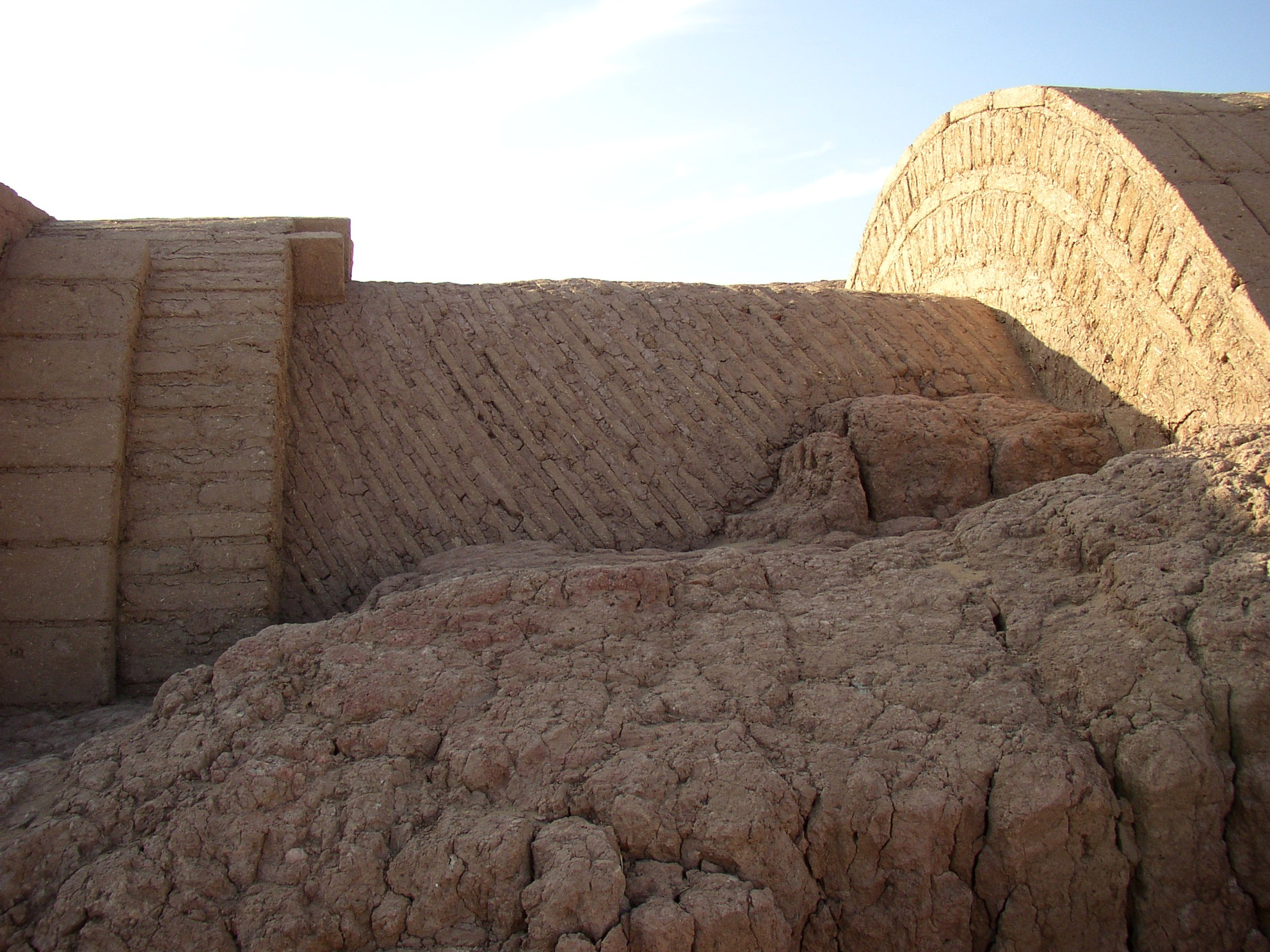
Voûte nubienne, en Égypte.
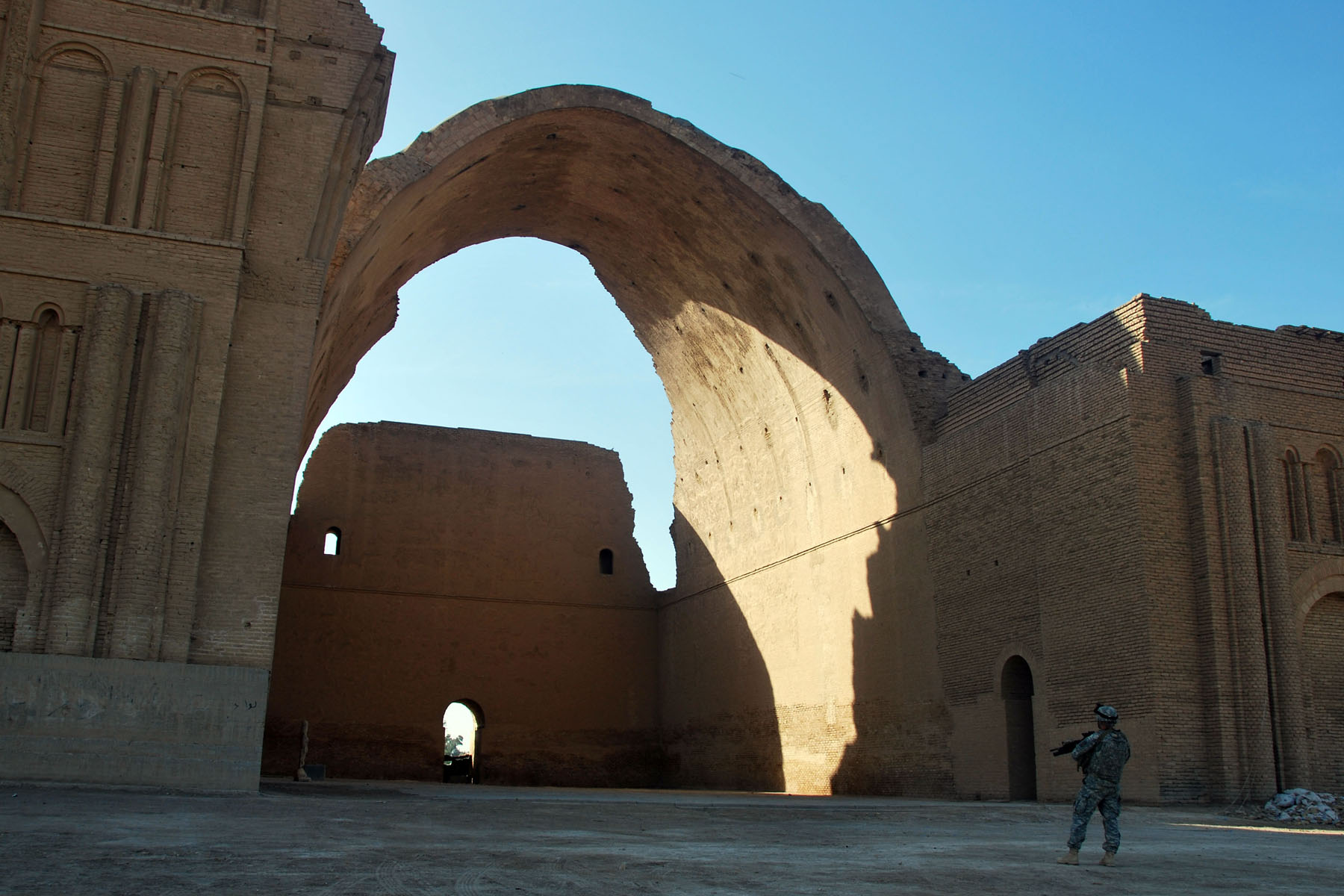
L’arc de Ctésiphon du palais de Taq-e Kisra à Bagdad, Irak.
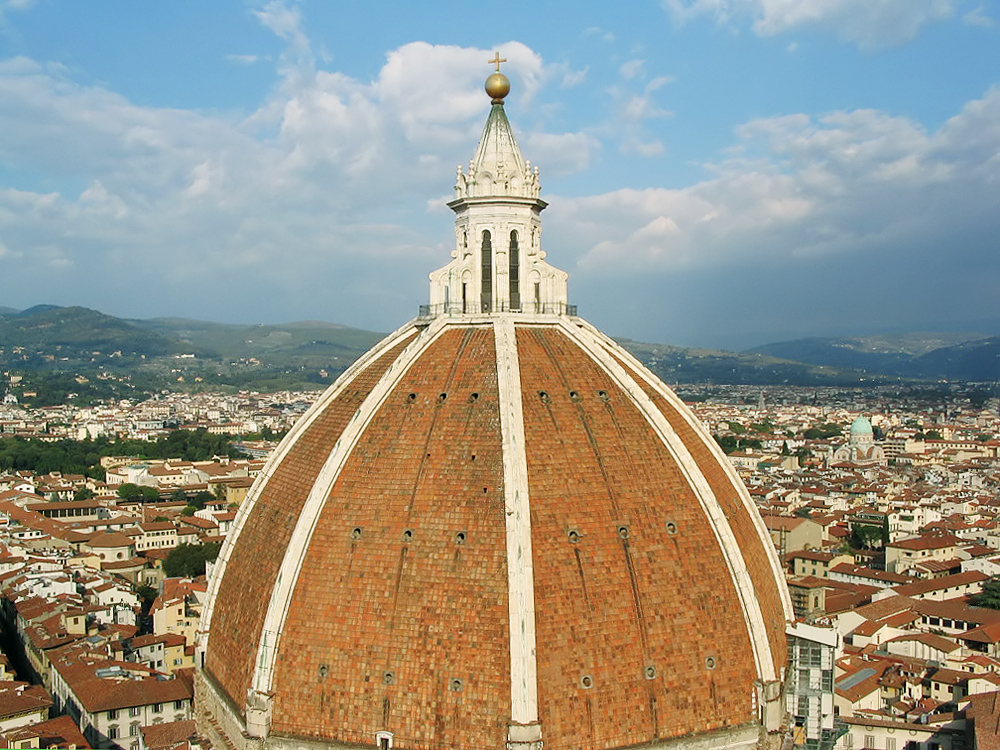
Le dôme de la cathédrale Santa Maria del Fiore à Florence.
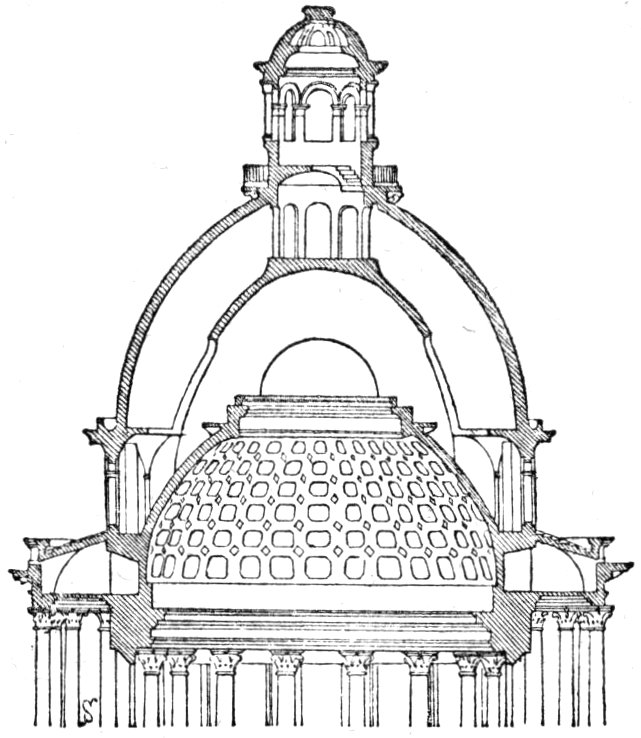
Le dôme du Panthéon de Paris.
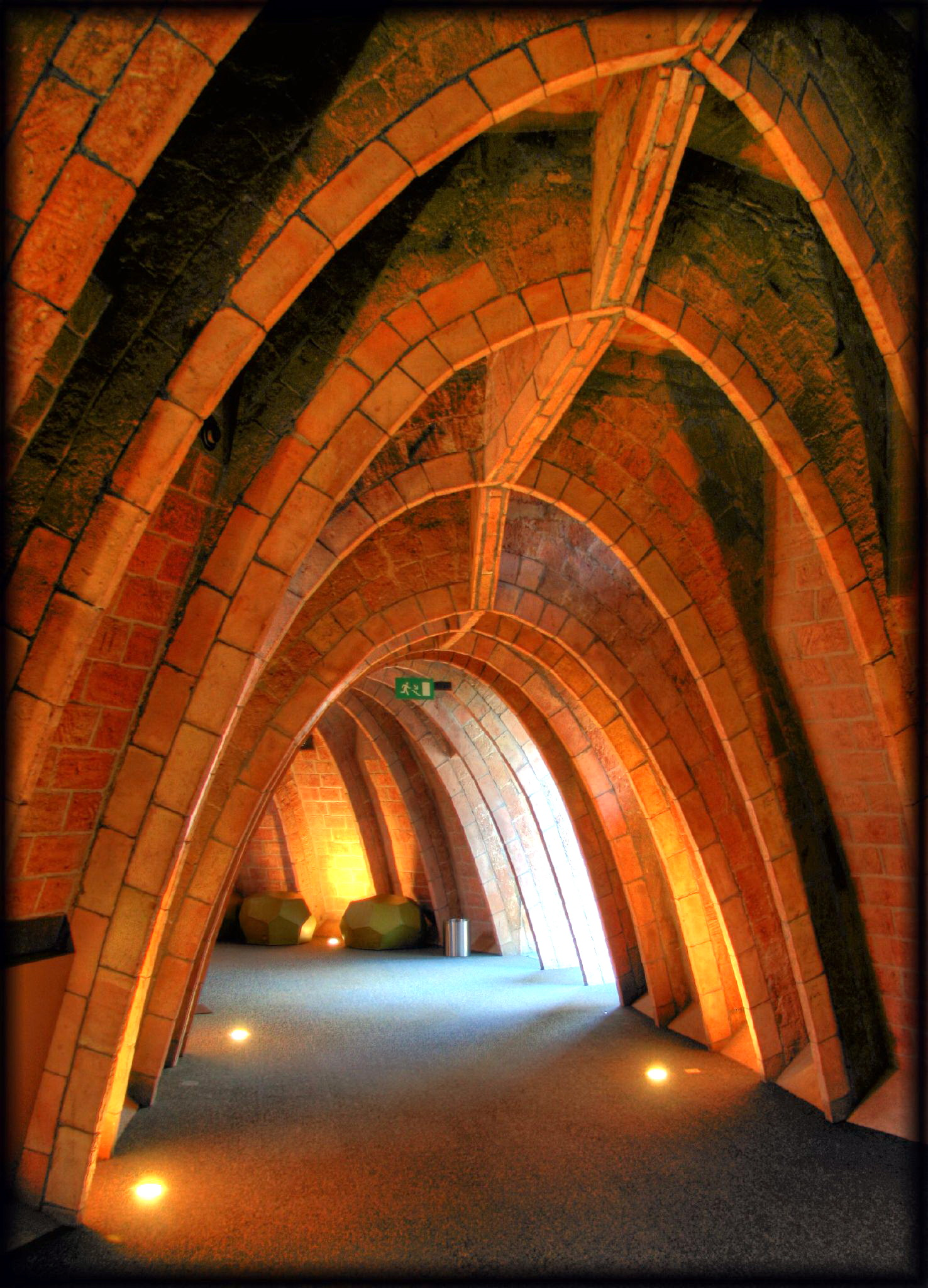
arcs caténaires de la Casa Milà à Barcelone.
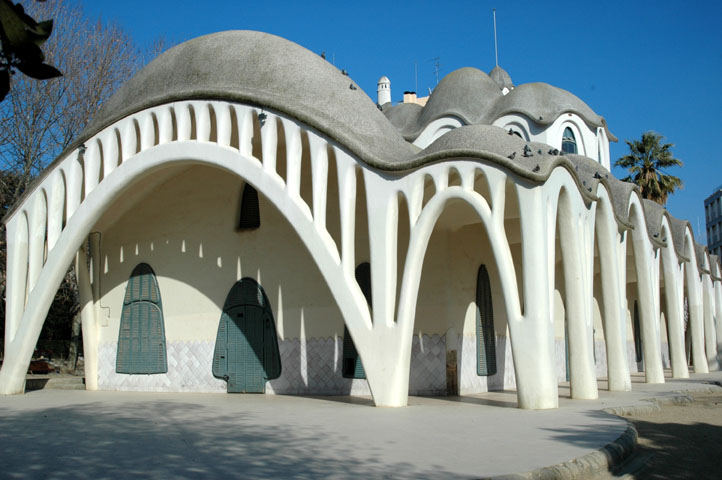
arcs caténaires de la Masia Freixa, à Terrassa, Espagne.

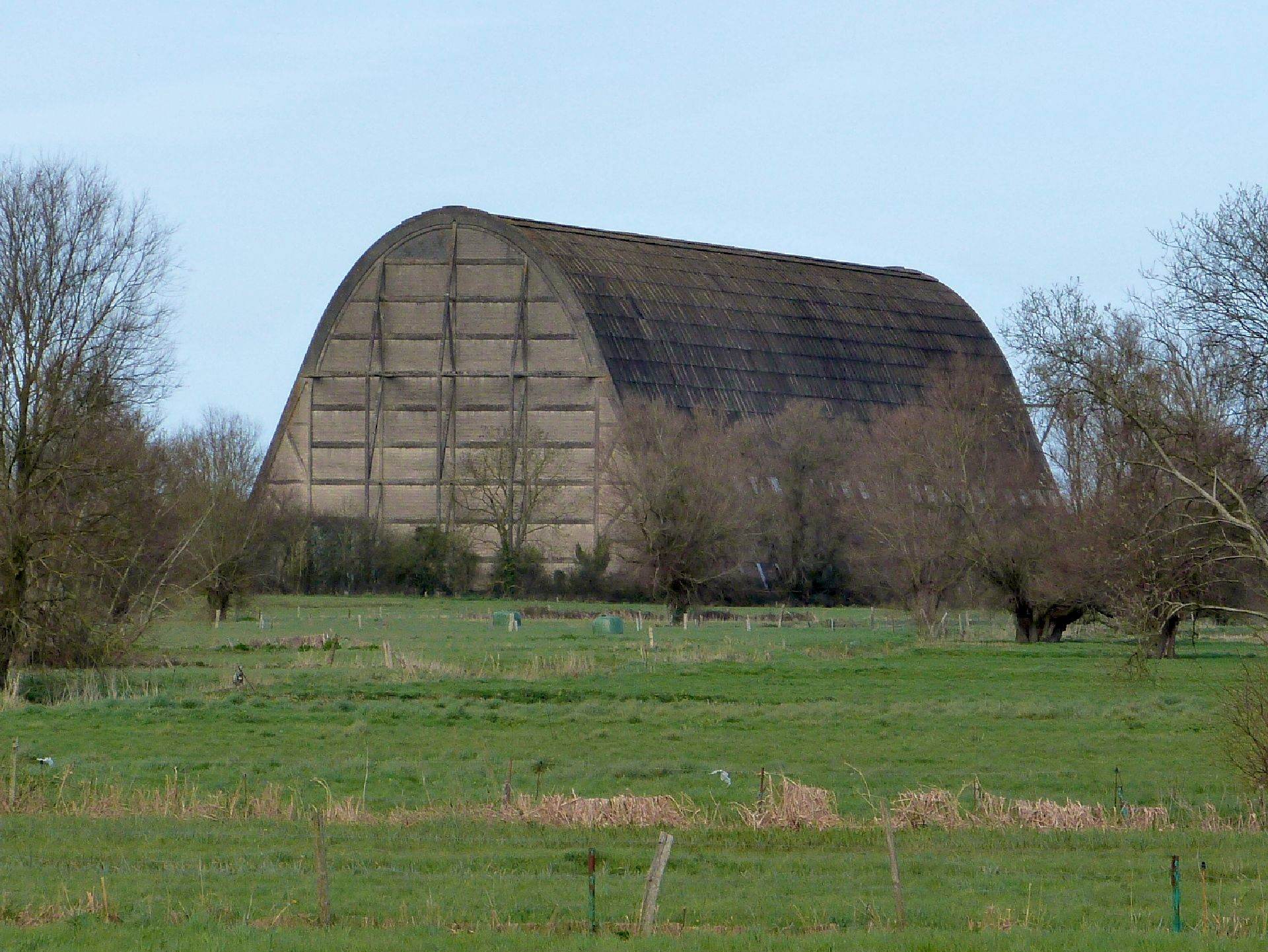
Le hangar à dirigeables d'Écausseville.
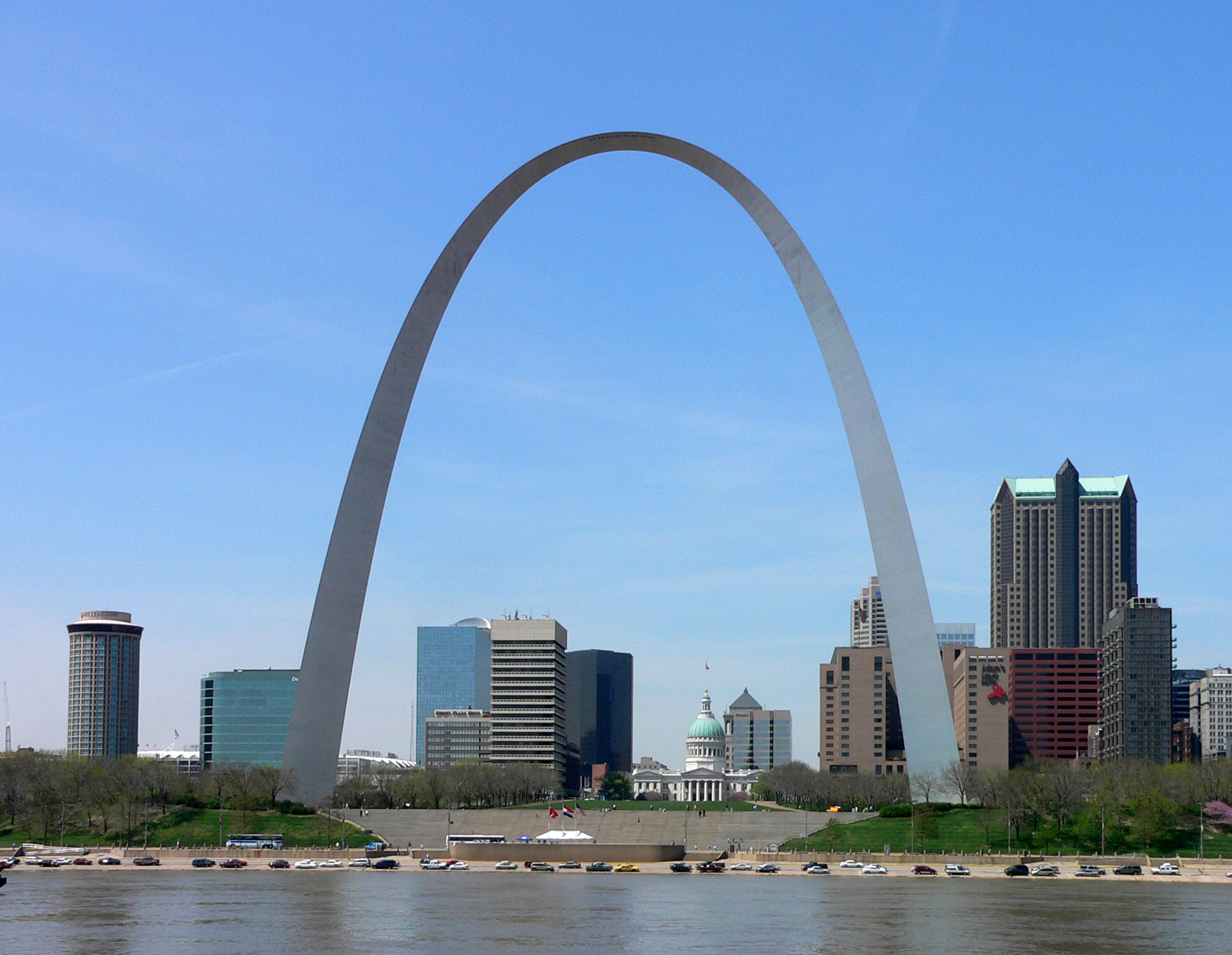
La Gateway Arch à Saint-Louis.
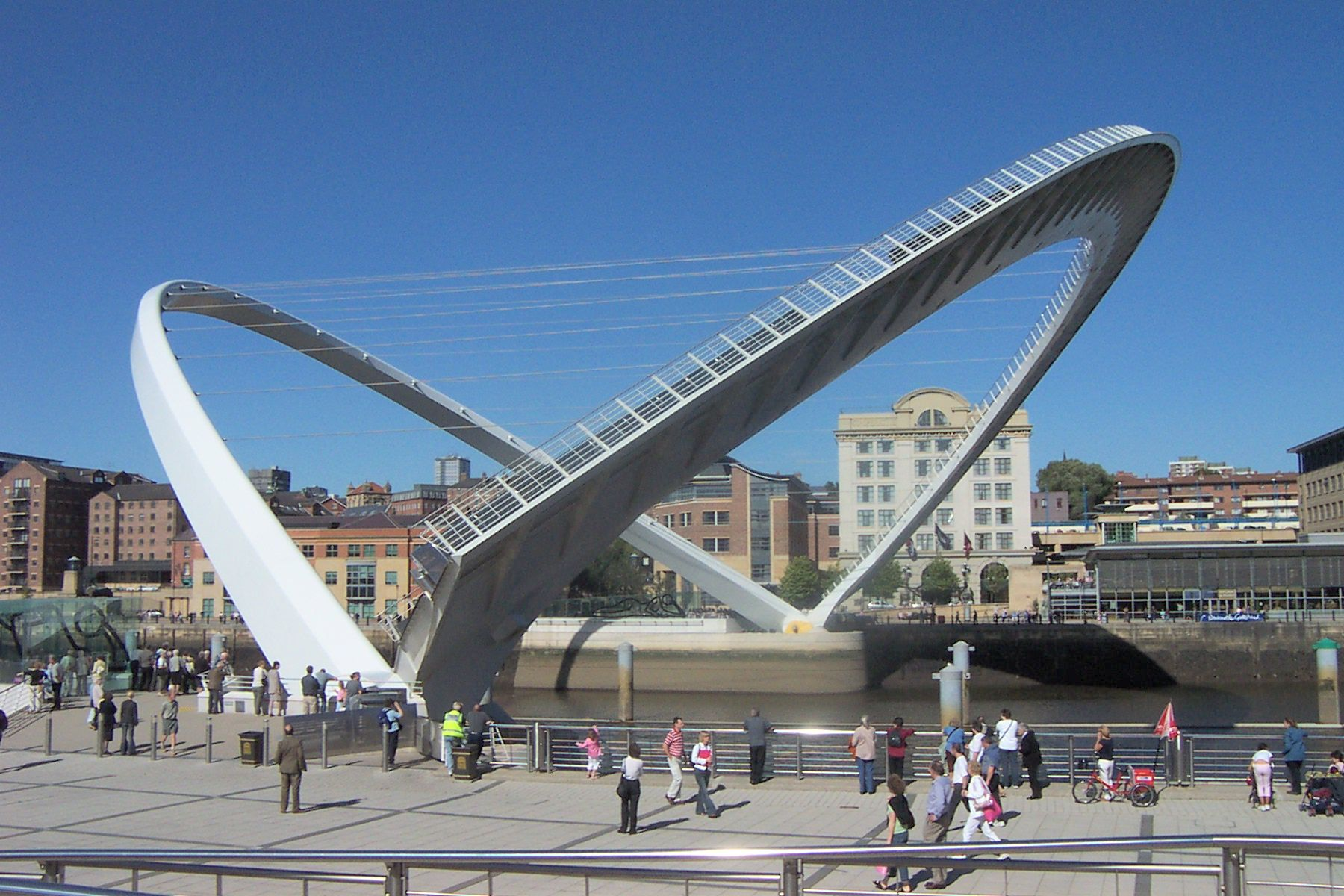
Gateshead Millennium Bridge, pont piétonnier rotatif à Gateshead.
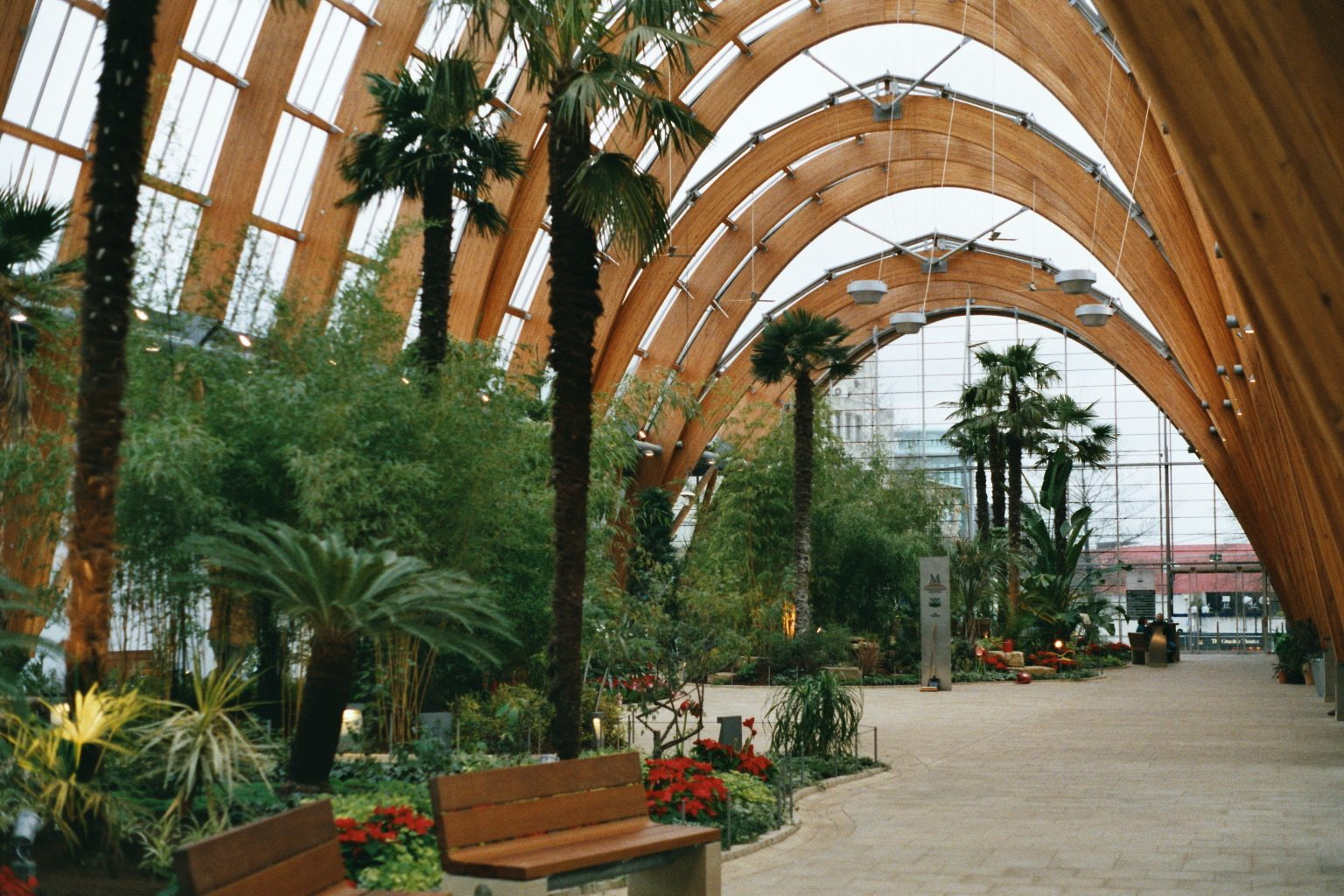
Le Sheffield Winter Garden à Sheffield.
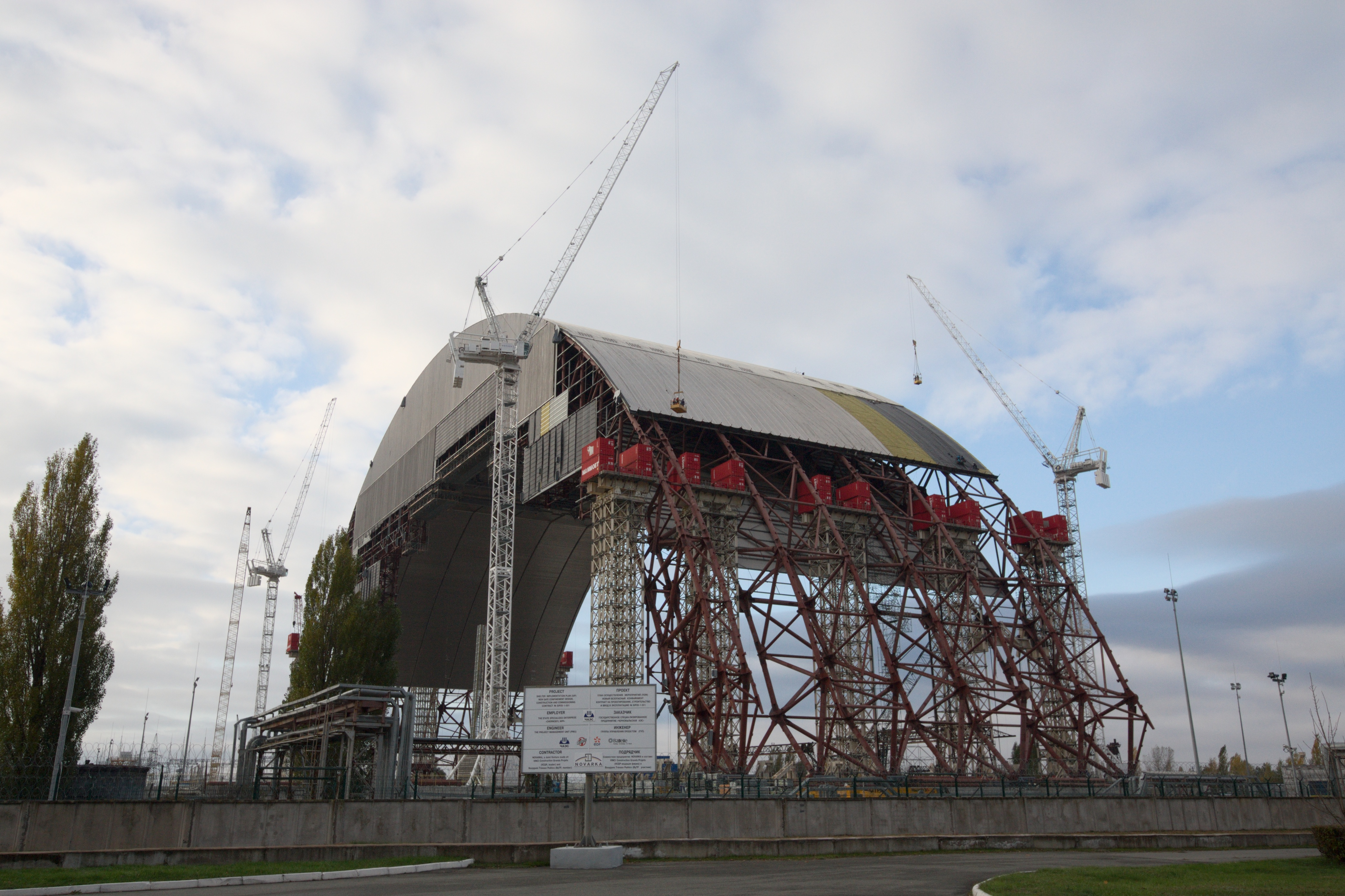
Arche de confinement, en construction à Tchernobyl.
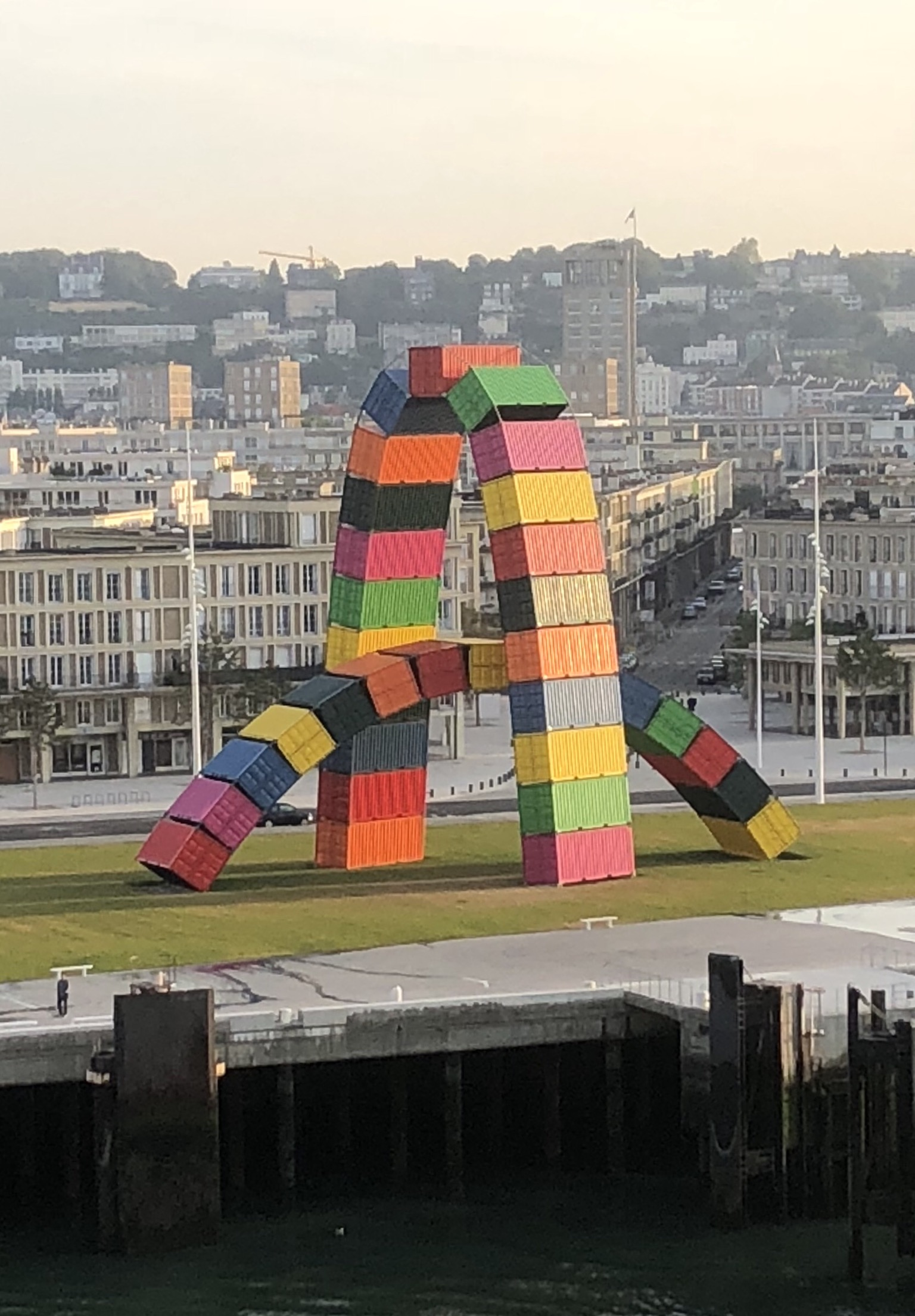
Catène de containers, au port du Havre.

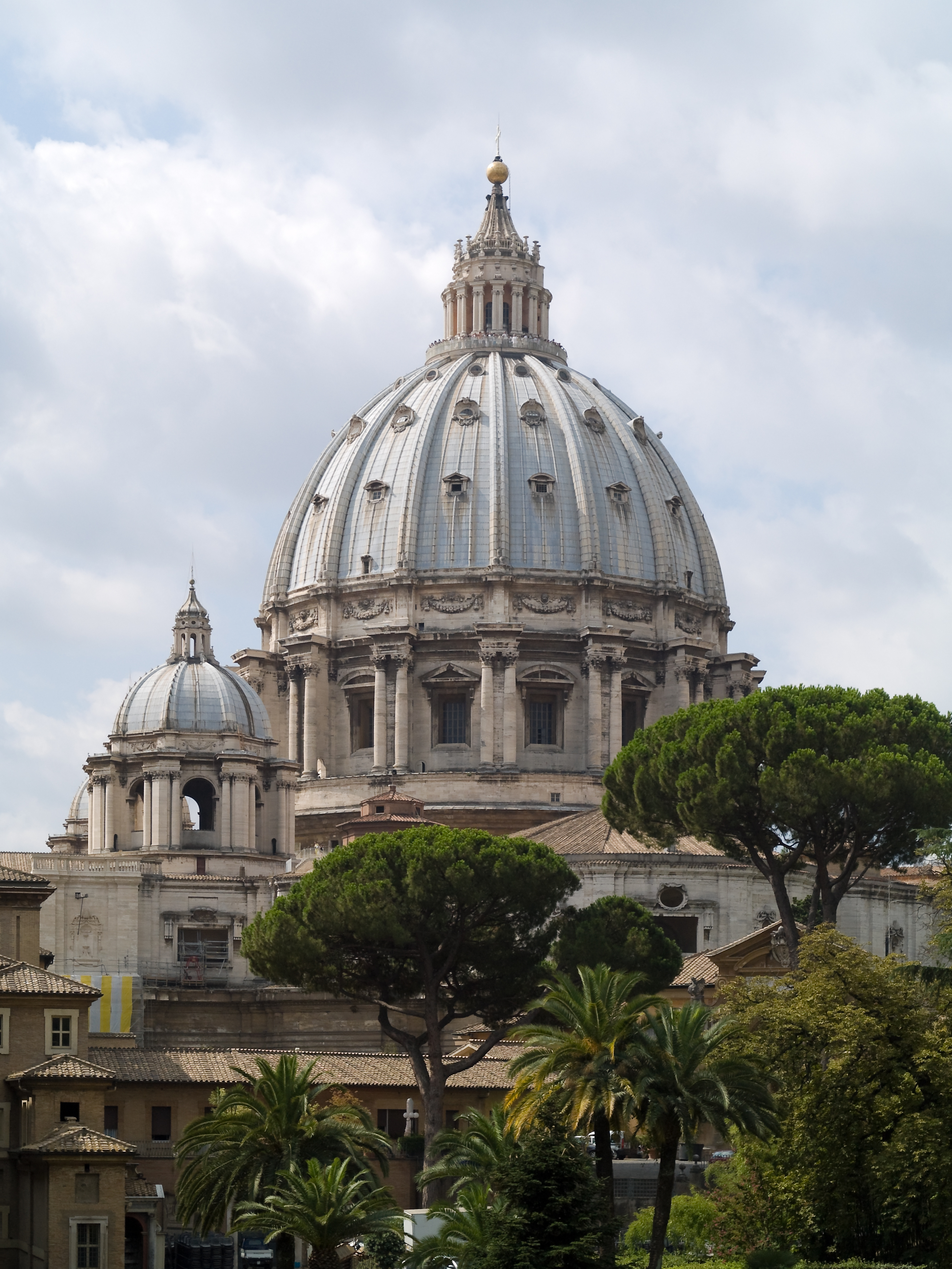
Dôme de la basilique Saint-Pierre de Rome.

- Le dôme de la basilique Saint-Pierre de Rome, (basilique construite entre 1506 et 1626), conçu par Michel-Ange, ne relève pas de ce modèle de construction. Le physicien Giovanni Poleni sera mandaté par le pape Benoît XIV en 1743, pour la vérification statique de l'équilibre, à la suite de l'apparition de fissures dans la coupole dès 1741. Il constatera que Michel-Ange, puis son successeur Giacomo della Porta, se sont éloignés de cette courbe idéale. S'appuyant aussi sur les travaux du mathématicien écossais James Stirling (1717), et de la validation scientifique de la courbe de la chaînette[23], Giovanni Poleni proposera au pape, à l'été 1743, de renforcer la coupole par sécurité, par cinq anneaux métalliques, qui seront posés de 1743 à 1748, (plus un sixième anneau, posé en remplacement d'un des trois anneaux d'origine, inclus dans la maçonnerie, qui est apparu cassé). Ces six anneaux la ceinturent encore aujourd’hui[24],[25].

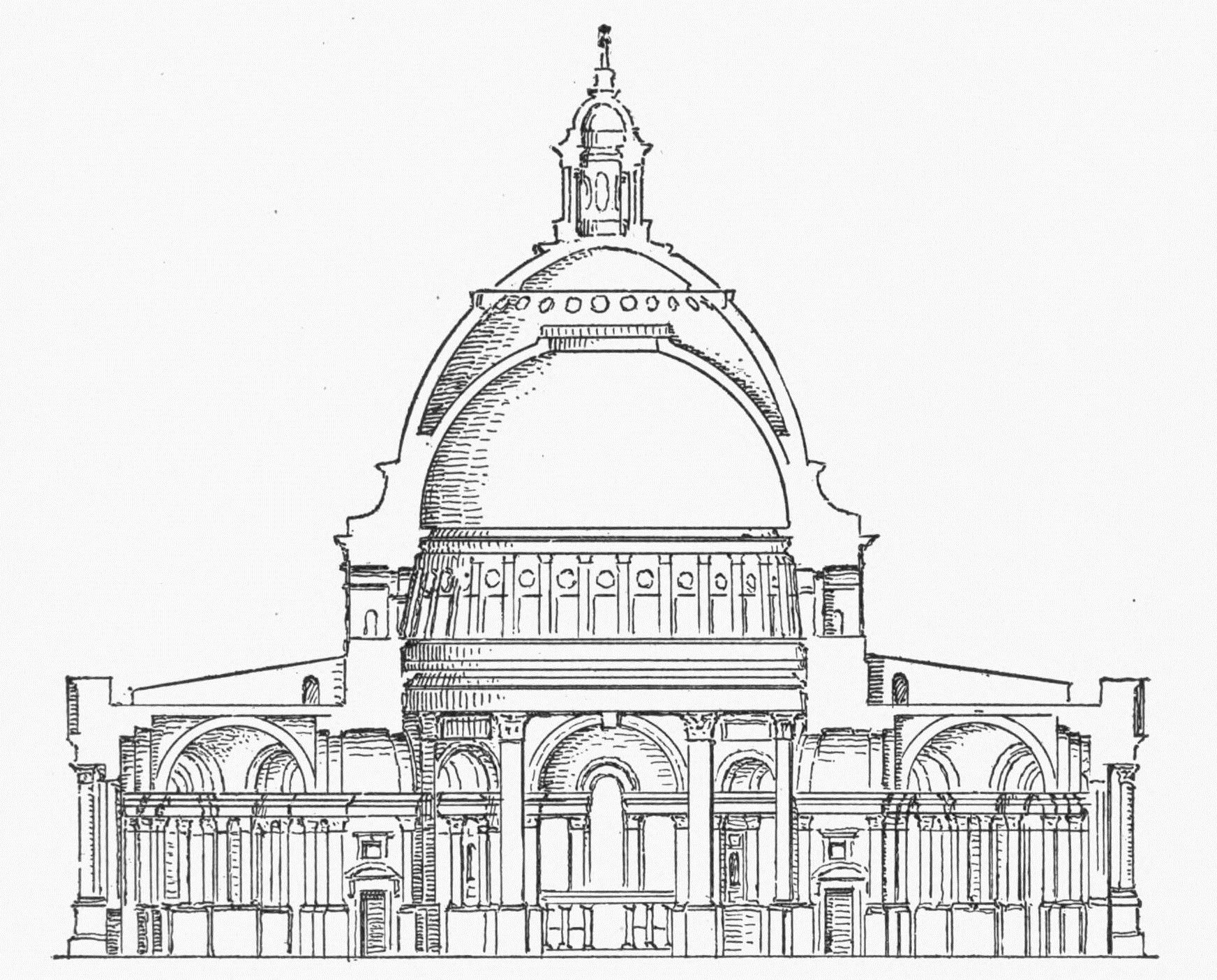
Dôme de la Cathédrale Saint-Paul de Londres.

- La coupole intermédiaire du dôme de la Cathédrale Saint-Paul de Londres, et contrairement à une croyance populaire très répandue, ne relève pas de ce modèle de construction. Ce dôme d'un poids total de 65 000 tonnes, a été construit par l'architecte Christopher Wren avec la collaboration de Robert Hooke. L'étude a débuté en 1669, pour une inauguration en 1708. Bien que les deux architectes aient eu connaissance des propriétés remarquables de la « courbe caténaire » (« catenary curve »), ils étaient incapables à l'époque, d'en trouver une formulation mathématique exacte (qui n'est venue qu'en 1691 avec Bernoulli, Leibniz et Huygens). On retrouve dans l'esquisse pour la construction du dôme, datant de 1690[Note 7], une « approximation » de la courbe de la chaînette renversée : cette courbe est une parabole cubique (voir la figure 2 du document en référence, et les trois courbes superposées). Le dôme est formé par le conoïde décrit par la rotation de la demi-parabole cubique y = x3, sur l'axe des ordonnées[6].

## Diverses courbes et formes

### La courbe de la corde à sauter
Une corde soumise à une force peut prendre d'autres formes : C'est le cas de la « courbe de la corde à sauter », qui subit non seulement une force distribuée équitablement à son propre poids (qui lui donne la forme d'une chaînette quand elle n'est pas en rotation), mais aussi une force centrifuge plus importante au centre de la corde à sauter (en rotation) qu'à ses extrémités, ce qui déforme la chaînette au point de lui faire prendre une forme plus pointue, voire à la limite triangulaire avec une vitesse de rotation tendant vers l’infini, car les forces liées au poids de la corde sont négligeables, par rapport à la force centrifuge. Plus la corde tourne vite, plus elle se déforme et le différentiel de tension entre la partie supérieure et la partie inférieure de la corde augmente, ce différentiel étant maximum au milieu de la longueur de corde (qui sera donc le point de rupture de celle-ci si on la tourne trop vite).
La contrainte la plus forte exercée sur une structure en chaînette est celle d'un poids maximum porté en son centre : c’est le cas de la corde à sauter en rotation, où la force centrifuge liée à sa rotation est maximale au centre de la corde (là où l’écartement par rapport à l’axe de rotation est maximum), ou si la corde supporte un poids suspendu en son centre (comme sur une corde à linge si on ne fixe pas les vêtements portés sur le fil pour éviter qu'ils glissent tous vers le milieu de la corde).

### La caténoïde

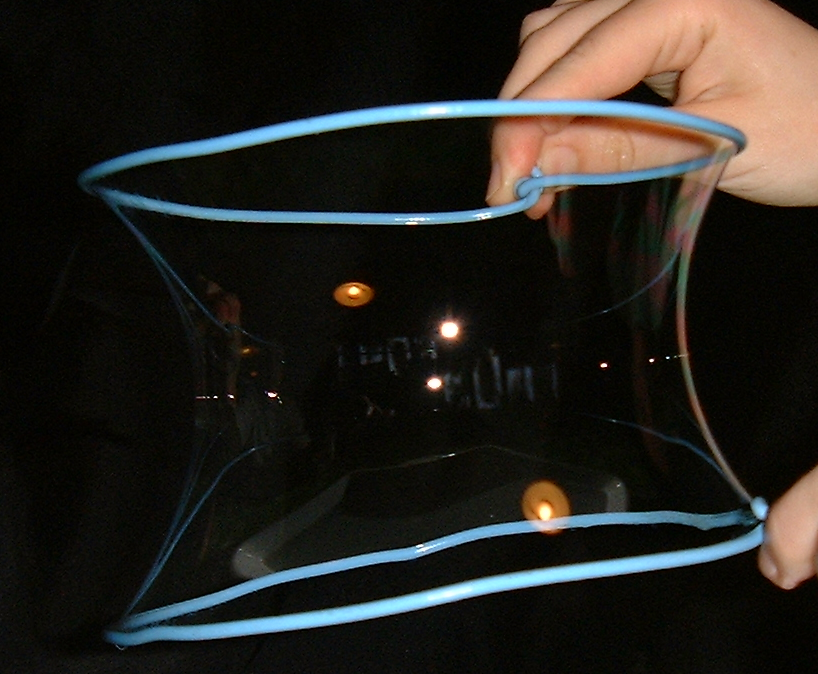
Une caténoïde formée avec un film de savon

Lorsqu’on écarte deux cercles initialement jointifs juste sortis d’une solution savonneuse, la surface tubulaire qui se crée entre ces deux profils a un profil de chaînette : il s’agit d’une caténoïde, dont l’axe central du tube a la forme d’une chaînette : la tension à la surface supérieure du tube caténoïde (exercée longitudinalement dans la direction de l’axe du tube) est inférieure à celle de la surface inférieure et explique pourquoi le tube d’eau se rompt toujours par le bas quand cette tension d'écartement devient supérieure à la tension de rapprochement exercée entre les molécules savonneuses.
Cette question de la surface minimale, a été posée et résolue par le mathématicien et physicien suisse Leonhard Euler, en 1744.
Le caténoïde est pourtant la forme idéale à adopter pour une structure autoportée adoptant un profil de chaînette car il est possible de compenser les forces de compression exercées à la surface supérieure par une précompression de cette surface, et de compenser les forces d'écartement à la surface inférieure du tube en lui permettant une plus grande élasticité. Cette forme est donc adoptée pour les tubes d'arches porteuses.

### La chaînette d'égale résistance
La chaînette d'égale résistance est la forme prise par un fil pesant flexible inextensible suspendu entre 2 points, dont la surface de section transversale est amenée à varier le long de sa longueur pour être partout proportionnelle à la tension locale, de manière à obtenir une contrainte uniforme de traction dans la chaîne ou le câble.
Cette courbe est dite aussi, « chaînette de Coriolis », ou « courbe du log cosinus », et a été étudiée par l'ingénieur anglais Davies Gilbert (« catenary of equal strength »), en 1826,.
En France, elle sera étudiée par le mathématicien Gustave Coriolis, dans une note publiée en 1836, dans le Journal de mathématiques pures et appliquées.

### La chaînette élastique

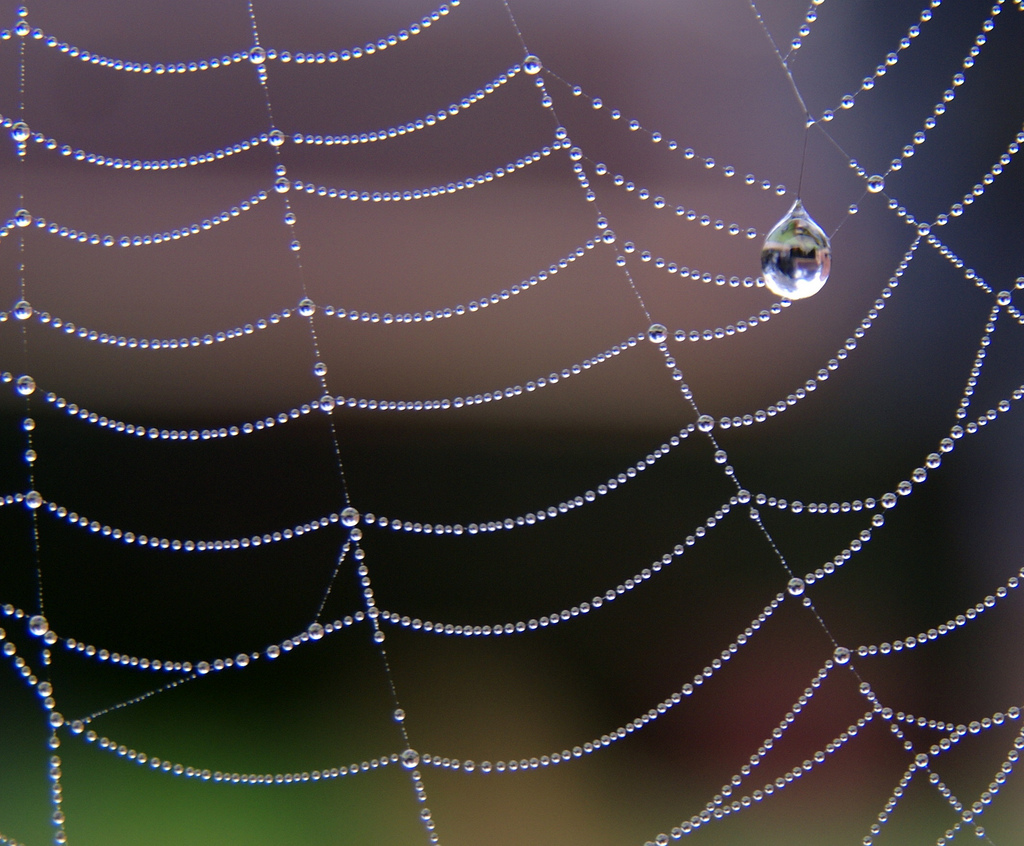
La soie d'une toile d'araignée forme de multiples chaînettes élastiques

La chaînette élastique est la forme prise par un fil pesant flexible infiniment mince homogène élastique suspendu entre deux points, placé dans un champ de pesanteur uniforme.
Cette courbe a été étudiée par le mathématicien et géomètre Étienne Bobillier, en 1826, et le mathématicien M. Finck.

## Autres applications: les ponts

### Le pont non suspendu
Un pont non suspendu constitué d'une seule arche quasi plane et porté uniquement à ses deux extrémités, adopte naturellement une forme de chaînette s’il n'est soumis à aucune autre contrainte verticale ou horizontale que son propre poids ou si la charge qu'il supporte est distribuée équitablement le long de sa longueur. Il en est de même pour une charpente horizontale posée à cheval entre deux murs porteurs.

### Le pont de singe

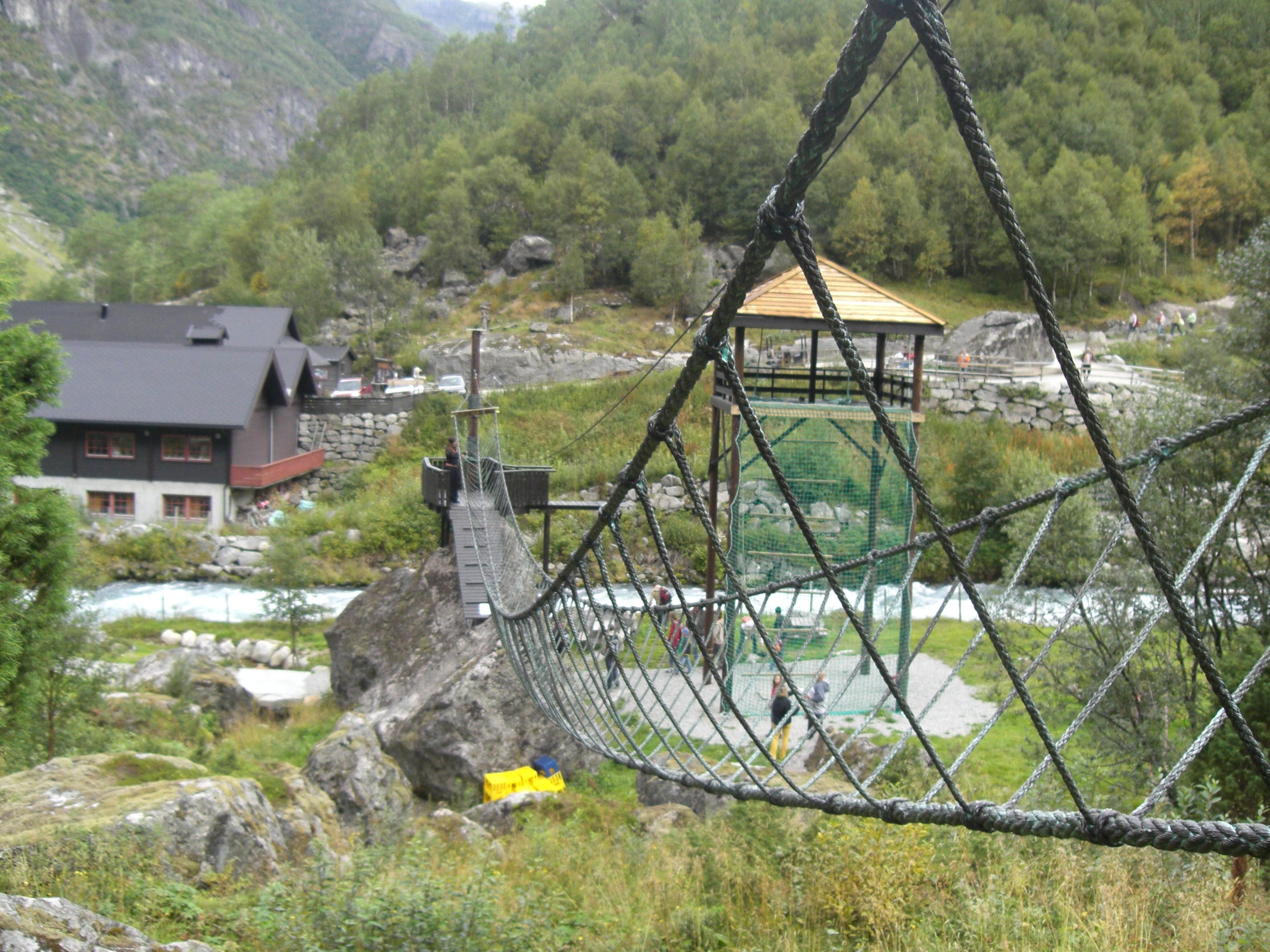
Pont de singe rudimentaire à double balustrade en corde, non loin du glacier Briksdalsbreen, en Norvège.

Le pont de singe adopte naturellement la forme d'une chaînette à cause d'un tablier réduit à sa plus simple expression, comme près du glacier Briksdalsbreen, en Norvège.

### Le pont caténaire piétonnier

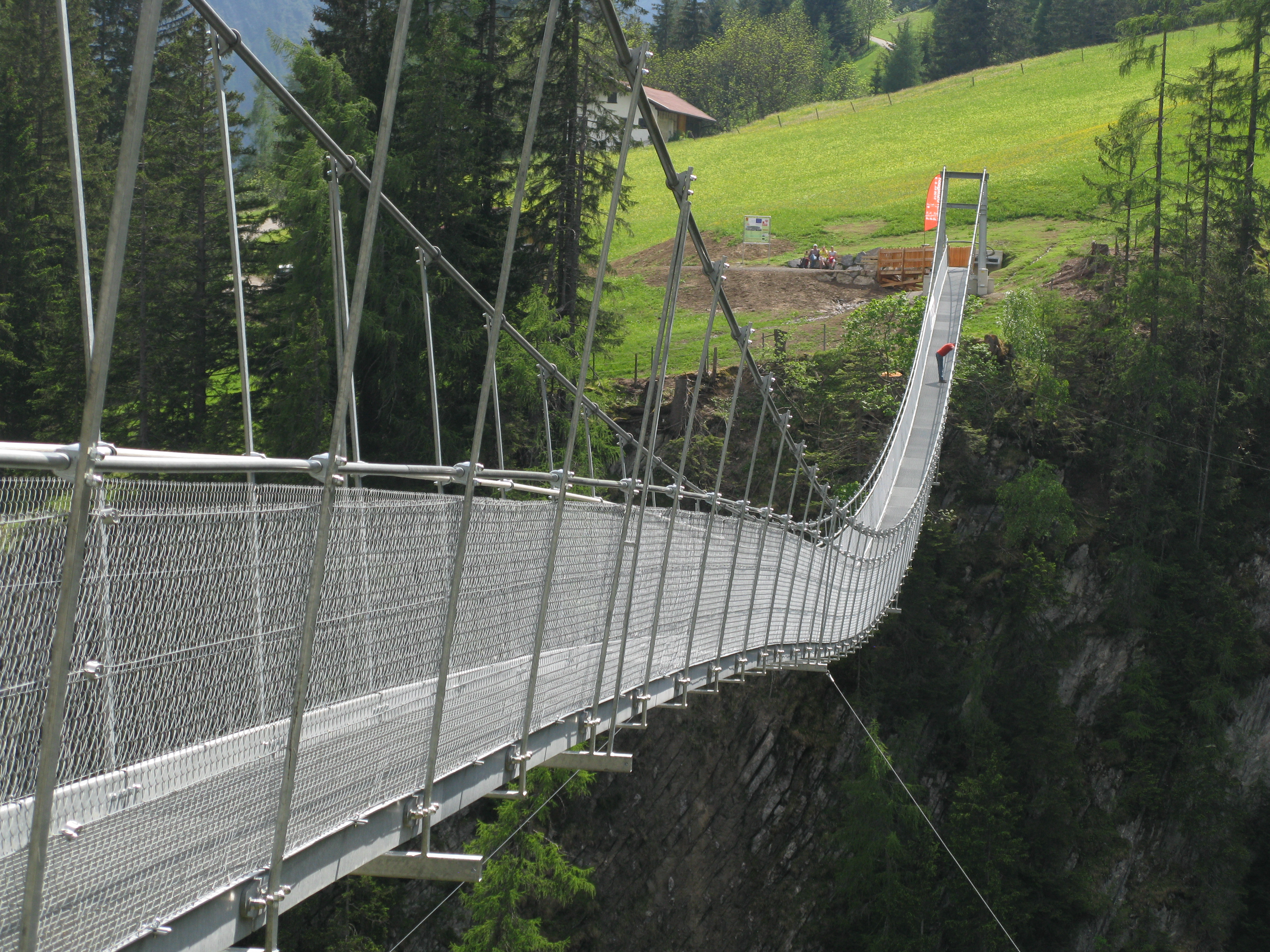
Pont suspendu pour piétons, à Holzgau, Tyrol, Autriche, il est composé d'un tablier et de deux balustrades soutenus par des haubans, le tout en éléments métalliques.

Le pont caténaire piétonnier, structure proche du pont de singe, adopte lui aussi la forme de la chaînette, comme le pont suspendu pour piétons d'Holzgau (de), construit en 2012, à Holzgau, au Tyrol, en Autriche, ou depuis le 13 mai 2022, le plus long pont caténaire piétonnier au monde, la passerelle Sky Bridge 721 d'une portée de 721 m à Dolní Morava en Tchéquie.

### Le pont autoporté
D'autres systèmes existent dans la construction de ponts autoportés (construits comme une arche en chaînette renversée), leur permettant de résister à d’autres contraintes exercées soit horizontalement perpendiculairement aux arches ou câbles porteurs dans l’axe du pont (essentiellement par le vent) ou verticalement sur la surface du pont (soit par le vent soit par les véhicules qui y circulent : cette contrainte est plus facile à contrôler car elle a un effet identique à une variation de son poids propre et conduit à raccourcir la longueur de portée) ; ceci nécessite que les extrémités du pont puissent se déplacer horizontalement, afin d'éviter la rupture au centre du pont par augmentation de la tension longitudinale si on empêche ce déplacement longitudinal qui permet de conserver le profil idéal de chaînette), et peut être réalisé par des zones à chaque extrémité coulissant librement l'une dans l'autre dans l’axe du pont; la surveillance permanente de l'écartement ou du rapprochement de ces zones coulissantes permet de mesurer instantanément la tension longitudinale de la structure autoportée et donc de prévenir les ruptures (ou de fermer la circulation dès que des seuils de sécurité sont dépassés par exemple à cause de vents trop violents).
Le même système est employé pour les charpentes horizontales, légèrement plus longues que l'écartement des murs ou pylônes verticaux porteurs, et parfois portées par un bras rotatif articulé au sommet du pylône porteur permettant d'équilibrer l'écartement à chaque extrémité.